# Roland Habisreutinger
Roland Habisreutinger (Sierre, 22 gennaio 1973) è un dirigente sportivo svizzero.

## Statistiche
Statistiche aggiornate a luglio 2012.

### Allenatore
| Stagione  | Squadra | Lega | Ruolo           | Note |
| --------- | ------- | ---- | --------------- | ---- |
| 2006-2007 | Kloten  | NLA  | General Manager |      |
| 2007-2008 | Kloten  | NLA  | General Manager |      |
| 2008-2009 | Kloten  | NLA  | General Manager |      |
| 2009-2010 | Lugano  | NLA  | General Manager |      |
| 2010-2011 | Lugano  | NLA  | General Manager |      |
| 2011-2012 | Lugano  | NLA  | General Manager |      |
| 2012-2013 | Lugano  | NLA  | General Manager |      |
| 2013-2014 | Lugano  | NLA  | General Manager |      |
| 2014-2015 | Lugano  | NLA  | General Manager |      |
| 2015-2016 | Lugano  | NLA  | General Manager |      |
| 2016-2017 | Lugano  | NLA  | General Manager |      |
| 2017-2018 | Lugano  | NLA  | General Manager |      |
| 2018-2019 | Lugano  | NLA  | General Manager |      |